# White Lies (film, 2013)
Pour les articles homonymes, voir White Lies.
Pour plus de détails, voir Fiche technique et Distribution.
White Lies (ou en maori : Tuakiri Huna) est un film néo-zélandais réalisé par Dana Rotberg, sorti en 2013.
Il s'agit de l'adaptation du roman Medicine Woman de Witi Ihimaera.
Il est sélectionné pour représenter la Nouvelle-Zélande aux Oscars du cinéma 2014 dans la catégorie meilleur film en langue étrangère.

## Synopsis
Paraiti est à la fois le médecin et sage-femme de sa communauté tribale, mais une nouvelle loi rend illégaux les soignants non-diplômés. Au cours de l'un de ses rares voyage à la ville, elle est approchée par Maraea, la servante d'une femme riche, Rebecca, qui cache de nombreux secrets.

## Fiche technique
- Titre : White Lies
- Titre en maori : Tuakiri Huna
- Réalisation : Dana Rotberg
- Scénario : Dana Rotberg, Jo Johnson et Timothy Balme, d'après le roman de Witi Ihimaera
- Photographie : Alun Bollinger
- Pays d’origine : Nouvelle-Zélande
- Genre : Drame
- Langue : maori, anglais
- Durée :
- Dates de sortie :
  -  Nouvelle-Zélande : 27 juin 2013

## Distribution
- Whirimako Black : Paraiti
- Rachel House : Maraea
- Antonia Prebble : Rebecca
- Nancy Brunning : Horiana
- Te Waimarie Kessell : Aroha
- Kohuorangi Ta Whara : Wirepa
- Elizabeth Hawthorne : la matrone à l'hôpital
- Te Ahurei Rakuraku : Paraiti jeune
- Tahuri o te Rangi Trainor Tait : le grand-père de Paraiti
- Kyle Pryor : le soldat
- Rawiri Waiariki : un des petit-enfanst de Horiana
- Te Whenua Te Kurapa : Pirimahana
- Tangiroa Tawhara : la femme à la mauvaise jambe
- Vanessa Paraki : la fille boîteuse
- Phil Peleton : le chimiste

## Distinctions

### Nominations
- Festival international du film de Toronto 2013 : sélection « Contemporary World Cinema »
- Festival international du film de Palm Springs 2014